# Fondation Pierre et Tana Matisse
La fondation Pierre et Tana Matisse – en anglais The Pierre and Tana Matisse Foundation – est une fondation américaine établie en 1995 par Maria-Gaetana von Spreti Matisse, la veuve du marchand d'art et collectionneur Pierre Matisse. Elle valorise la collection privée d'art moderne laissée par sa fondatrice à sa mort en 2001. Celle-ci comporte de nombreuses œuvres de son beau-père le peintre français Henri Matisse, mais également d'autres artistes majeurs tels que Balthus, Marc Chagall, Jean Dubuffet, Joan Miró et Yves Tanguy.

## Collection
- Balthus, Jeune Fille à la chemise blanche, 1955
- Marc Chagall, Fruits et Fleurs, 1970
- Marc Chagall, Couple bleu rouge jaune, 1981
- Jean Dubuffet, Tête bleuissante, 1954
- Henri Matisse, Fauteuil vénitien et Fruits (rocaille), 1942
- Henri Matisse, Nu campé, bras sur la tête, 1947
- Joan Miró, Personnage dans la nuit, 1944
- Yves Tanguy, La Grande Fenêtre, 1950